# アドルフ・ハインリヒ・リール

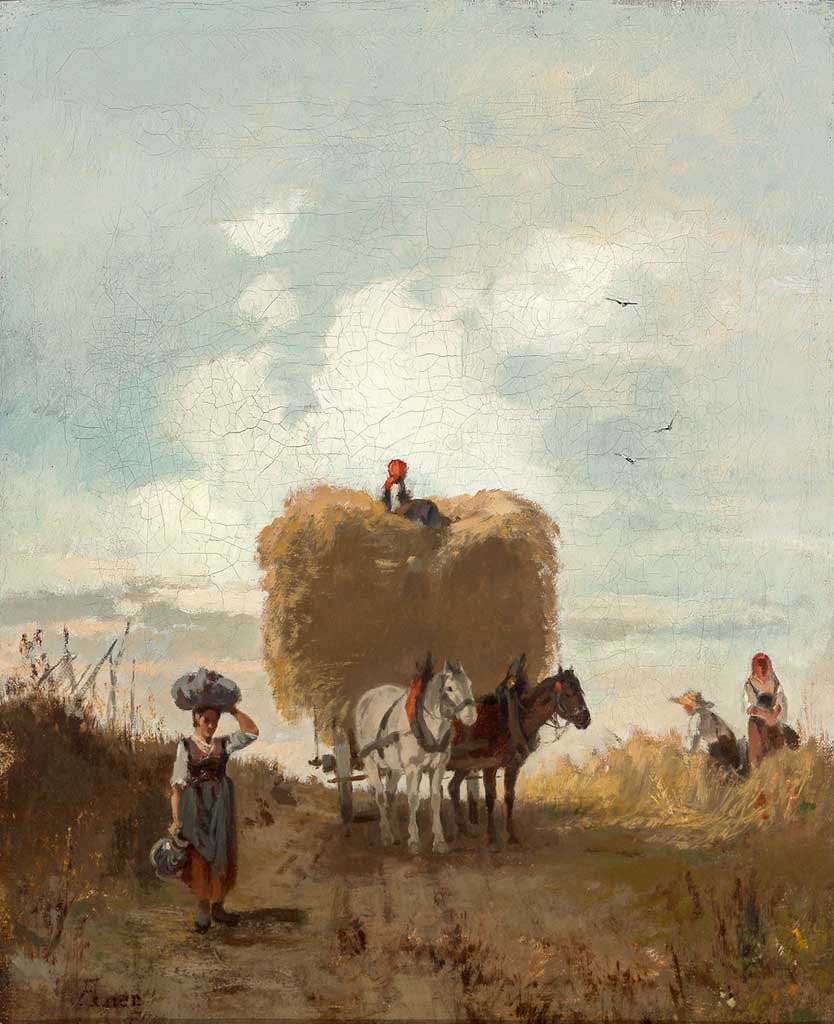
リール作 「収穫の時間」

アドルフ・ハインリヒ・リール（Adolf Heinrich Lier、1826年5月21日 - 1882年9月30日）は、ドイツの風景画家である。 

## 略歴
ザクセンのヘルンフート(Herrnhut)で金細工師の息子に生まれた。15歳で画家になる希望を表わした時、父親に反対された。ツィッタウの建築学校や、ドレスデンの建築家の学校で学んだ。1846年に建物のデザイン・コンクールで入賞し、しばらく有名な建築家ゴットフリート・ゼンパーの設計事務所で働いた。父親が亡くなった少し後の1848年に、スイスの建築家、メルヒオール・ベリ(Melchior Berri) のもとでスイス、バーゼルの美術館の天井の設計をした。
建築の分野で、満足できる仕事が得られなかったので、画家のカール・アドルフ・メンデ(Carl Adolf Mende: 1807-1857)の勧めで画家になることにして、風景画家のサイフェルト(Carl Friedrich Seiffert: 1809-1891)に学び、サイフェルトの推薦でミュンヘンの美術学校に入学し、リヒャルト・ツィンマーマン(Richard Zimmermann: 1820-1875)のスタジオで学ぶことができた 。
1855年にミュンヘン美術協会の展覧会に作品を出展し注目されるようになった。チロルやザルツブルクなどへ写生旅行し、アルプスの山の風景やバイエルンの湖の風景を描いた。
1861年にパリへ旅し、2カ月ほど滞在し、バルビゾン派の画家の作品と出会い影響を受けた。1864年にもパリを訪れ、美術館の作品を模写して過ごし、バルビゾン派の画家のジュール・デュプレ(1811-1889)の作品に興味を持ち、その冬、デュプレとヴァル＝ドワーズ県のリスル＝アダン(L'Isle-Adam)で活動した。1868年に画塾を開き美術教師として働いた。リールが教えた画家にはグスタフ・シェーンレーバー(1851-1917)らがいる。
1870年代に入ると、心臓を悪くし1882年に療養のために旅した南チロルに到着した直後に、イタリアのヴァルナで亡くなった。